# Carl-Otto Elliot
Carl-Otto Elliot, född 12 maj 1875 i Göteborg, död 4 december 1956 i Göteborg, var en svensk köpman och tecknare.
Han var son till grosshandlaren Ludvig Elliot och Elin Elliot samt från 1919 gift med Majken Lundberg (1886–1952).
Elliot var anställd på ett skeppsrederikontor i London och vid sidan av sitt arbete studerade han konst vid Leyton Technical Institute. Vid återkomsten till Sverige studerade han för Carl Wilhelmson vid Valands målarskola. Han medverkade i en rad samlingsutställningar i Göteborg. Hans konst består av stilleben, porträtt och landskap. Elliot är representerad vid Uppsala universitets konstsamling, Vasa sjukhus samt Lillhagens sjukhus i Göteborg. Makarna Elliot är begravda på Östra kyrkogården i Göteborg.